# Freienorla
Freienorla là một đô thị thuộc huyện Saale-Holzland, trong bang Thüringen, Đức. Đô thị Freienorla có diện tích 6,81 km².